# 25427 Kratchmarov
25427 Kratchmarov è un asteroide della fascia principale. Scoperto nel 1999, presenta un'orbita caratterizzata da un semiasse maggiore pari a 2,2607087 UA e da un'eccentricità di 0,0704002, inclinata di 4,68074° rispetto all'eclittica.